# Phreeria
Phreeria (1991) este o distopie science fiction a scriitorului român Mihail Grămescu. Autorul și-a dorit să publice romanul la puțin timp după debutul editorial cu volumul Aporisticon, dar condițiile vremii au făcut imposibil acest lucru. După căderea comunismului, Alexandru Mironov i-a cerut un manuscris pentru o editură nou înființată la Galați, Porto-Franco.
Tirajul de câteva zeci de mii de exemplare s-a epuizat rapid. În 2010, editura Eagle Publishing House a dorit să reediteze romanul în colecția Integrala Science Fiction & Fantasy – Seniorii Imaginației. Pentru noua ediție, autorul a corectat erorile strecurate în primul volum din cauza editării grăbite a cărții și a adăugat pasaje pe care fusese nevoit să le elimine în 1991.

## Intriga
În urma unui devastator război nuclear planetar, civilizația umană a ajuns să fie împărțită în două tabere. De o parte se află Orașele, în care tehnologia continuă să se dezvolte după legi fizice neconvenționale. Societatea este stratificată pe verticală: la bază se află femeile care trăiesc într-o stare de servitute, urmează muncitorii din fabricile de armament și funcționarii care se ocupă cu tacticile de război, iar cea mai înaltă poziție este ocupată de Condori, luptători ciborgi a căror menire o reprezintă cucerirea galaxiei. Războaiele se desfășoară după regulile Jocului cu Mărgele de Sticlă, orchestrat de o inteligență superioară care ocupă funcția de Mare Maestru, Wund.
Cealaltă tabără o reprezintă Phreeria, întinderea sălbăticită guvernată de legile dure de supraviețuire ale naturii. Oamenii care o populează, reveniți la un statut primitiv și denumiți ghemadoși, s-au adaptat la noile condiții rezultate în urma războiului atomic. Elementul central al vieții lor îl reprezintă quiho, o plantă cu proprietăți atât psihotrope, cât și de augmentare a forței fizice și a rezistenței organismului. Astfel, ea poate fi folosită pentru a modifica compoziția fizică a pietrelor, permițând modelarea acestora și protejează de răni organismul consumatorului.
Oxus, un ghemadou din Orașe, renunță la statutul său și se alătură ghemadoșilor. Alături de aceștia, el pătrunde în colonia fabricilor de armament neconvențional, FARC. În timp ce ghemadoșii pornesc un război împotriva luptătorilor Orașelor, Oxus reușește să acceadă la poziția de Condor. Aceasta îi permite să-l înfrunte pe Wund în încercarea de a deveni Magister Ludi, singura poziție din care poate pune capăt războiului etern, instaurând pacea.

### Cuprins
- Capitolul I - Una isola muy hermosa
- Capitolul II - Contrajocul fără mărgele de sticlă
- Capitolul III - A treia pace mondială
- Capitolul IV - Cel de care depinde destinul tău
- Capitolul V - Qaumaneq
- Capitolul VI - FARC
- Capitolul VII - Fabrica ARC și colonia sa
- Capitolul VIII - Antrenamentul morții
- Capitolul IX - "RC"
- Capitolul X - Secția "Vega S"
- Capitolul XI - Zborul
- Capitolul XII - Bocetul

## Personaje
- Oxus - Vertical care alege să plece din Oraș ca să trăiască printre ghemadoșii din Phreerie și, alături de ei, să răstoarne conducerea lumii și să instaureze pacea
- Wund - MAre Maestru al Jocului cu Mărgele de Sticlă
- Quingaguh - ghemados bătrân care i se alătură lui Oxus
- Yam - ghemados tânăr, prieten cu Quingaguh
- Startwan - iubita lui Oxus
- Brunther - Delfin combatant din rândurile Verticalilor, acuzat de trădare pentru că dorește pacea
- Kregoritip - maestru de ceremonii
- Jul și Walther - Condori
- Lepetit și Greeniando - tehnicieni Verticali

## Opinii critice
Criticul și scriitorul Mircea Opriță este de părere că, pentru Mihail Grămescu, „fantasticul rămâne un nesecat izvor de metaforă vizuală, iluminând în chip specific tablourile inventate”.
Aurel Cărășel spune despre roman că „propune o viziune sumbră asupra unui viitor straniu, decupat din miturile populațiilor de eschimoși, dar și din acelea ale populațiilor pieilor roșii americane (nu întâmplator unul dintre personaje poartă numele de Quingaguh, atât de asemănător cu numele ultimului mohican al lui Fenimore Cooper)”. Cătăin Badea-Gheracostea atrage atenția asupra temei atacurilor tahionice, despre care crede că „par artificii textualiste la începutul romanului – pînă la revelarea naturii lor la sfîrșitul său”.
La rândul său, Voicu Bugariu observă că autorul „face abstracție de codurile cunoscute ale genului; prozele sale, născute parcă sub imperiul unei prea ridicate presiuni a inspirației, țâșnesc precum jeturile de abur scoase de o locomotivă «Pacific» aflată în staționare”.

## Ediții
- 1991 - Phreeria, ed. Porto-Franco, 176 pag., ISBN 973-557-043-2
- 2010 - Phreeria, Eagle Publishing House, 184 pag., ISBN 978-606-92321-4-9